# Bosellia levis
Bosellia levis is een slakkensoort uit de familie van de Plakobranchidae. De wetenschappelijke naam van de soort is voor het eerst geldig gepubliceerd in 1986 door Fernandez-Ovies & Ortea.